# 現代計画研究所
株式会社現代計画研究所（げんだいけいかくけんきゅうじょ）は、日本の建築設計事務所。

## 概要
地域性に依拠する集住空間づくり・住まいづくりを実践。主にはニュータウンなどの都市計画や団地から戸建て用地に立つ木造戸建て群などの集合住宅や住宅地の設計から、コーポラティブ、団地再生なども行うほか、一戸建てや国産材ハウスの設計を通じ、木造住宅づくりのシステム「民家型構法」の開発にも積極的に取り組む。
会長は建築家の藤本昌也。2008年（平成20年）には日本建築士会連合会会長を務めた。社会資本整備審議会建築分科会臨時委員、国土交通省中央建築士審査会委員などの要職を多数歴任した経歴を持つ。

## 主な作品
- 茨城県六番池団地及び会神原団地（1978年、日本建築学会賞・業績部門）
- ヨックモック本社ビル （1980年、建設業協会賞）
- 石川県営諸江団地 （1980年、第3回金沢都市美文化賞）
- 秋田県営御野場第2団地 （1983年、秋田市都市景観賞）
- 民家型構法住宅 （1983年、家づくり85コンペ特別優秀賞）
- 関内駅周辺地区計画（1986年、横浜まちなみ景観賞）
- アルカディア21・21世紀住宅展 （1990年、公共の色彩賞）
- 可児市営広眺ヶ丘住宅 （1990年、第3回全建賞）
- 諫早市営本野けやき団地 （1992年、建設大臣賞）
- 多摩ニュータウンベルコリーヌ南大沢10-11ブロック （1993年、建設業協会賞・特別賞　都市計画学会賞）
- 住宅・都市整備公団千葉・市原開発事務所（1994年、第7回千葉市優秀建築賞公共建築部門）
- 静岡県営大岡団地 （1995年、沼津市優良建築物表彰）
- 茨城県営笠間アパート（1996年）
- 西舞鶴駅前緑地広場（1995年、甍賞・景観賞）
- 大島町営広屋団地 （1996年、全建賞）
- ウッディタウンすずかけ台住宅街区 （1996年、兵庫県さわやか街づくり賞）
- 口之津町営白浜団地 （1997年、全建賞）
- つくば市立東小学校 （1997年、第9回公立学校優良施設文教施設協会会長賞、JSCA賞）
- 小長井町営中尾団地 （1997年、建設大臣賞）
- ローレルスクエア登美ヶ丘第１期 （1997年、第10回奈良市建築文化賞町並み賞）
- 舞鶴市陶芸館 （1997年、第25回日本建築士会連合会会員作品展優秀賞）
- 都立府中養護学校・府中朝日養護学校 （1998年、第6回公共建築賞・優秀賞）
- 南芦屋浜災害復興公営住宅  （1999年、公共の色彩賞）
- 御坊市営島団地再生計画 （1999年、日本都市計画学会関西支部・関西まちづくり賞）
- 今田町の家（1999年、第27回日本建築士会連合会会員作品展優秀賞 、第15回日本建築士会連合会賞・作品賞、2002年、第8回家づくり賞、1998年、第2回木材活用コンクール住宅部門賞）
- キャナルタウン兵庫 （1999年全建賞、土木学会デザイン賞2007）
- 御坊市営グリーンハイツ島団地 （2000年、和歌山県ふるさと建築景観賞）
- 御坊市島団地再生事業 （2001年、日本都市計画学会・計画設計賞）
- 遠野市営鶯崎第6団地 （2001年、21世紀の『人と建設技術』賞）
- 芦屋市若宮地区震災復興住環境整備事業 （2001年、第4回関西まちづくり賞）
- 芦屋市若宮町住宅1～5号 （2001年、人間サイズのまちづくり賞・建築部門）
- レイクヒル福富町営住宅 （2001年、ひろしま建築文化賞入選）
- 地域共生の土地利用検討会 （2002年、日本都市計画学会関西支部・関西まちづくり賞）
- アーバネックス三条（2002年、関西まちづくり賞）
- 六甲道駅南地区震災復興第二種市街地再開発事業における都市デザイン（日本都市計画学会関西支部まちづくり賞）

## 受賞歴
設計競技では久岐の浜ニュータウン設計競技優秀賞 （1984年）新都市型ハウジングコンペ優秀賞 （1986年）などを受賞している。
- まちづくり設計競技・財団協会賞（1983年）
- まちづくり設計競技実行委員会会長賞（1986年）
- すまい・まちづくり設計競技入選（住宅生産振興財団会長賞 1993年）
- 第17回すまい・まちづくり設計競技・住宅生産振興財団会長賞（1999年）
- 千葉市優秀建築賞作品集（第8回 1994年）
- 兵庫県第3回人間サイズのまちづくり賞（1994年）
- NEG空間デザイン・コンペティション （1994年）
- 大地に還る住宅(サスティナブル・ハウジング)・優秀賞 （2001年）
- 第5回はつかいち景観づくり大賞 （2007年）